# Borovica
Borovica este un sat din comuna Pljevlja, Muntenegru. Conform datelor de la recensământul din 2003, localitatea are 187 de locuitori (la recensământul din 1991 erau 172 de locuitori).

## Demografie
În satul Borovica locuiesc 152 de persoane adulte, iar vârsta medie a populației este de 39,0 de ani (37,6 la bărbați și 40,5 la femei). În localitate sunt 52 de gospodării, iar numărul mediu de membri în gospodărie este de 3,60.
Populația localității este foarte eterogenă.
|  |

| Demografie | Demografie | Demografie |
| An         | Locuitori  | Locuitori  |
| ---------- | ---------- | ---------- |
|            |            |            |
|            |            |            |
|            |            |            |
|            |            |            |
| 1948       | 190        |            |
| 1953       | 216        |            |
| 1961       | 234        |            |
| 1971       | 236        |            |
| 1981       | 206        |            |
| 1991       | 172        | 172        |
| 2003       | 187        | 187        |

| \| Componența etnică conform recensământului din 2003[2] \| Componența etnică conform recensământului din 2003[2] \| Componența etnică conform recensământului din 2003[2] \| Componența etnică conform recensământului din 2003[2] \| Componența etnică conform recensământului din 2003[2] \| \| ----------------------------------------------------- \| ----------------------------------------------------- \| ----------------------------------------------------- \| ----------------------------------------------------- \| ----------------------------------------------------- \| \| \| \| \| \| \| \| Sârbi \| Sârbi \| \| 116 \| 62,03% \| \| Muntenegreni \| Muntenegreni \| \| 56 \| 29,94% \| \| Musulmani \| Musulmani \| \| 1 \| 0,53% \| \| necunoscută \| necunoscută \| \| 0 \| 0% \| |              |  |     |        |
| Componența etnică conform recensământului din 2003 |              |  |     |        |
| |              |  |     |        |
| Sârbi | Sârbi        |  | 116 | 62,03% |
| Muntenegreni | Muntenegreni |  | 56  | 29,94% |
| Musulmani | Musulmani    |  | 1   | 0,53%  |
| necunoscută | necunoscută  |  | 0   | 0%     |